# Royaume du Namandirou
 (juillet 2024).
Entités suivantes :
- Empire du Djolof

Le royaume du Namandirou ou Nammandira, Nammanira, était un ancien royaume du Sénégal.

## Étymologie
Le nom Namandirou signifie « Terre d'abondance ». 

## Localisation
Le Namandirou englobait les régions de l'actuel désert du Ferlo.
Le royaume était limité au nord par le Tekrour, à l'ouest par le Saloum au sud par le Kaabu et à l'est par le Galam.
Certains historiens placent l'ancien Namandirou entre le Djolof et le Saloum.

## Histoire

### Namandirou
Le Namandirou fut créé par la dynastie des Dia-Ogo, première dynastie à avoir gouverné le Tekrour dont ils étaient les fondateurs, et qui deviendra plus tard l'État du Fouta-Toro. Le nom Tekrour du royaume, est un toponyme d'origine arabo-berbère.
Toutes les traditions orales du Sénégal attestent que les Dia-Ogo furent les introducteurs de la métallurgie et de l'agriculture en Sénégambie. Leur arrivée en Sénégambie remonte aux VIe siècle av. J.-C. : ils passèrent d'abord par la Mauritanie. Les traditions orales sénégambiennes tels que ceux rapportés de Yero Boly Diaw affirment que les Dia-Ogo sont originaires de la vallée du Nil (Égypte, Nubie). Au Namandirou, les ethnie Wolof, Soninkés, et Peuls cohabitaient.
Le Namandirou doit sa chute à la conjugaison de plusieurs événements, l'invasion des Soninkés de la dynastie des Niakhaté en l'an 980 puis la pression exercée par les Almoravides, sous le chef Abu Bakr Ibn Omar, entre les années 1072 et 1087.
À la suite de ces différents événements, les Dia Ogo se dispersèrent et durent faire place à la dynastie des Manna, au Tekrour. Les Dia-Ogo auraient gouverné le Tékrour depuis le Namandirou.
Au XIIe siècle, l'État du Namandirou renaît sous le nom  de Njarmeew, vassal de l'empire du Mali.
Les Dia-Ogo, sont à l'origine des diverses familles de forgerons du Sénégal, qu'on retrouve plus tard dans les castes d'artisans des divers peuples du pays, plus particulièrement chez les peuls et les wolofs. Ils vouaient le culte à un Dieu unique appelé Guéno. Les Dia-Ogo enterraient leurs morts et ne leur vouaient aucun culte.

### Njarmeew
L'État du Njarmeew était gouverné par une dynastie Wolof originaire de l'Assaba en Mauritanie, de patronyme Ndaw ou Ndao. Ils arrivèrent au Njarmeew, accompagnés de leur suite, de patronyme Top, Thiombane, Dioum. Les Ndao créèrent la dynastie des Bëlëp.
Le Njarmeew chuta au XVe siècle avec l'expansion de l'empire du djolof, dirigé par le burba (roi du Djolof) Tyukuli N'Diklam, qui détruisit la noblesse Bëlëp des Ndao, et conquit le Njarmeew.
Également, quelques décennies après le passage du burba, le guerrier peul Koli  Tenguella, conquit à son tour le Njarmeew.
Après la chute de cet état, les Ndao se dispersèrent au Sénégal, principalement au Djolof, et au Saloum dans la région du Ndoucoumane, conduits par le guerrier légendaire Waly Mberu Mbacké Ndao. Au Saloum il y eut plusieurs rois portant le nom Ndao.
Plus tard le royaume Toucouleurs du Boundou fut érigé, à la place du Njarmeew.